# Довсон-Крік
Довсон-Крік (англ. Dawson Creek) — місто на північному сході Канади у провінції Британська Колумбія.
Через місто проходить Аляскинське шосе.